# Luhačovicky potok
Luhačovicky potok (Ščavnice) är ett vattendrag i Tjeckien. Det ligger i den östra delen av landet, 260 km öster om huvudstaden Prag.